# Întreprinderea Mecanică Muscel
Întreprinderea Mecanică Muscel war ein rumänischer Hersteller von Automobilen.

## Unternehmensgeschichte
Das Unternehmen aus Câmpulung begann 1957 mit der Produktion von Automobilen. Der Markenname lautete IMM. 1965 endete die Produktion, als ARO das Unternehmen übernahm.

## Fahrzeuge
Das Unternehmen fertigte Geländewagen. Es waren Varianten des GAZ-69. Für den Antrieb sorgte ein wassergekühlter Vierzylindermotor mit 2100 cm³ Hubraum und 51 PS Leistung, der nach einer Lizenz von Renault entstand. Verwendung fanden die Fahrzeuge bei der Armee, bei der Polizei sowie in der Land- und Forstwirtschaft.